# 常明親王
常明親王（つねあきらしんのう）は、平安時代前期から中期にかけての皇族。初名は将明（まさあきら）。醍醐天皇の第五皇子。官位は四品・刑部卿。

## 経歴
醍醐朝の延喜8年（908年）親王宣下を受け、延喜11年（911年）崇象親王（保明親王）ら兄の4親王とともに改名し、名を将明から常明に改める。延喜18年（918年）初めて参内し、延喜21年（921年）内裏にて、重明親王らととともに元服して四品に叙せられた。
朱雀朝にて、上野太守・刑部卿を務める。天慶7年（944年）11月9日に薨去。享年39。

## 官歴
注記のないものは『日本紀略』による。
- 延喜8年（908年） 4月5日：親王宣下
- 延喜11年（911年） 11月28日：将明から常明に改名
- 延喜18年（918年） 8月23日：初めて参内
- 延喜21年（921年） 11月24日：元服、四品か
- 承平4年（934年） 3月24日：見上野太守[1]
- 時期不詳：刑部卿[2]
- 天慶7年（944年） 11月9日：薨去（四品）

## 系譜
注記のないものは『尊卑分脈』による。
- 父：醍醐天皇
- 母：源和子（光孝天皇の皇女） - 女御
- 妻：藤原恒佐の娘
  - 男子：茂親王（源茂親[2]）
- 生母不明の子女
  - 女子：一条の君 - 壱岐守室[3]